# Rodrigo Manuel Manrique de Lara
Rodrigo Manuel Fernández Manrique de Lara Ramírez d'Arellano Mendoza y Albarado (1638-1717) fou el segon comte de Frigiliana, militar i home d'estat castellà i Gran d'Espanya. Durant la crisi successòria per la mort de Carles II sense descendència, sempre mostrà reticències a l'entronització de la Casa de Borbó, i cop esdevingut Felip V monarca espanyol, liderà una facció contrària a la influència dels ministres francesos en el govern de la monarquia per bé que es mantingué sota l'obediència de Felip V.
Va ser fill d'Íñigo Manrique de Lara, de qui va heretar el comtat de Frigiliana, i de Margarita de Tábora y Sousa, dama de la reina. Per les seves noces amb María Antonia de Arellano y Mendoza va ser també comte d'Aguilar de Inestrillas, marquès de la Hinojosa i Gran d'Espanya. El matrimoni va tenir un fill, Íñigo de la Cruz Manrique de Lara, que els va succeir a tots dos en els seus títols nobiliaris.
Va seguir la carrera militar -ascendint fins tinent coronel- i sempre va ser fidel a Marianna d'Àustria, regent del seu fill Carles II de Castella després de la mort de Felip IV de Castella. Va ser triat per a la reorganització del regiment de la Chamberga i després de la pujada al poder de Joan Josep d'Àustria va ser enviat a Orà i desterrat a Logronyo. Quan va morir Juan José a 1679, la reina mare va tornar a Madrid i el comte va ser recompensat per la seva fidelitat. Va ser Gentilhome de cambra de Carles II, conseller d'Estat des de 1691, i president del Consell d'Aragó el 1698. En el problema de la successió va donar suport a la reina mare Marianna de Neuburg i va defensar la candidatura de Josep Ferran de Baviera. A la mort de Carles II va formar part de la Junta de Regència que actuaria fins a l'arribada del nou rei, Felip d'Anjou. El monarca borbó el va nomenar governador del Consell d'Índies, romanent en aquest càrrec fins a la seva mort.